# Agents of Fortune
Albums de Blue Öyster Cult
On Your Feet or on Your Knees
(1975) Spectres
(1977)
Singles
1. (Don't Fear) The Reaper
Sortie : juin 1976
2. This Ain't the Summer of Love
Sortie : 1976
3. Sinful Love  uniquement
Sortie : 1976

Agents of Fortune est le quatrième album studio du groupe de hard rock américain Blue Öyster Cult. Il est sorti le 21 mai 1976 sur le label CBS et a été produit par Murray Krugman, Sandy Pearlman et David Lucas.

## Historique
Cet album fut enregistré fin 1975- début 1976 dans les Record Plant Studios de New York. Il est le seul album du groupe sur lequel Eric Bloom ne signe aucun titre et le seul sur lequel tous les membres chantent. Ce disque contient la chanson The Revenge Of Vera Gemini, composée (avec Albert Bouchard) et chantée par Patti Smith. Ce duo signera également Debbie Denise mais Patti Smith ne participa pas au chant.
L'un des titres (et single) de l'album, (Don't Fear) The Reaper est sans doute la chanson la plus connue du groupe. Ce single se classera à la 12e place du Billboard Hot 100 aux États-Unis et à la 16e place des UK Singles Chart au Royaume-Uni.
L'album se classa à la 29e place du Billboard 200 aux États-Unis et fit une belle percée en Europe en atteignant la 26e place des charts britanniques et à la 10e place des charts suédois. Il sera certifié disque d'or au Canada et disque de platine aux États-Unis.

## Liste des titres
| 1. | This Ain't the Summer of Love (en)      | Albert Bouchard, Murray Krugman, Don Waller | Eric Bloom            | 2:21 |
| 2. | True Confessions                        | Allen Lanier                                | Lanier                | 2:57 |
| 3. | (Don't Fear) The Reaper                 | Donald Roeser                               | Roeser                | 5:08 |
| 4. | E.T.I. (Extra Terrestrial Intelligence) | Roeser, Sandy Pearlman                      | Bloom                 | 3:43 |
| 5. | The Revenge Of Vera Gemini              | A. Bouchard, Patti Smith                    | A. Bouchard, P. Smith | 3:52 |

| 6.  | Sinful Love    | A. Bouchard, Helen Wheels | A. Bouchard | 3:29 |
| 7.  | Tattoo Vampire | A. Bouchard, Wheels       | Bloom       | 2:41 |
| 8.  | Morning Final  | Joe Bouchard              | J. Bouchard | 4:30 |
| 9.  | Tenderloin     | Lanier                    | Bloom       | 3:40 |
| 10. | Debbie Denise  | A. Bouchard, P. Smith     | A. Bouchard | 4:13 |

Titres bonus de la réédition remasterisée parue en 2001
| No  | Titre                                      | Auteur                                            | Chant       | Durée |
| --- | ------------------------------------------ | ------------------------------------------------- | ----------- | ----- |
| 11. | Fire Of Unknown Origin (Version originale) | Bloom, A. Bouchard, J. Bouchard, Roeser, P. Smith | A. Bouchard | 3:30  |
| 12. | Sally (Démo)                               | A. Bouchard                                       | A. Bouchard | 2:40  |
| 13. | (Don't Fear) The Reaper (Démo)             | Roeser                                            | Roeser      | 6:20  |
| 14. | Dance the Night Away (Démo)                | Lanier, Jim Carroll                               | Lanier      | 2:37  |

## Musiciens
Blue Öyster Cult
- Eric Bloom: guitares, claviers, percussions, chant (1, 4, 7 & 9)
- Albert Bouchard: batterie, percussions, guitare acoustique, harmonica, chant (5, 6 & 10)
- Buck Dharma: guitare solo, synthetiseurs, percussion, chant (3)
- Joe Bouchard: basse, piano, chant (8)
- Allen Lanier: claviers, guitare, basse, chant (2)

Musiciens additionnels
- Patti Smith: chant (5)
- Randy Brecker: trompette
- Michael Brecker: saxophone

## Charts et certifications

### Album
Charts album
| Pays                          | Durée du classement | Meilleur classement | Date             |
| ----------------------------- | ------------------- | ------------------- | ---------------- |
| Canada (RPM)                  | 27 semaines         | 28e                 | 30 octobre 1976  |
| États-Unis (Billboard 200)    | 35 semaines         | 29e                 | 20 novembre 1976 |
| Royaume-Uni (UK Albums Chart) | 10 semaines         | 26e                 | 11 juillet 1976  |
| Suède (Sverigetopplistan)     | 4 semaines          | 10e                 | 22 juin 1976     |

Certifications
| Pays              | Certification | Ventes      | Date            |
| ----------------- | ------------- | ----------- | --------------- |
| Canada (MC)       | Or            | 50 000 +    | 1er juin 1977   |
| États-Unis (RIAA) | Platine       | 1 000 000 + | 17 juillet 1978 |

### Single
| Single                  | Chart                          | Durée du classement | Position | Date             | Certifications        |
| ----------------------- | ------------------------------ | ------------------- | -------- | ---------------- | --------------------- |
| (Don't Fear) The Reaper | (Hot 100)                      | 20 semaines         | 12e      | 6 novembre 1976  | 6 × Platine · Platine |
| (Don't Fear) The Reaper | (Hot Rock & Alternative Songs) | 1 semaines          | 11e      | 18 novembre 2017 | 6 × Platine · Platine |
| (Don't Fear) The Reaper | (RPM Top Singles)              | 18 semaines         | 7e       | 13 novembre 1976 | 6 × Platine · Platine |
| (Don't Fear) The Reaper | (IRMA)                         | 2 semaines          | 17e      | 22 juin 1978     | 6 × Platine · Platine |
| (Don't Fear) The Reaper | (UK Singles Chart)             | 14 semaines         | 16e      | 9 juillet 1978   | 6 × Platine · Platine |